# Ringstaartmangoest
De ringstaartmangoest of ringstaartmungo (Galidia elegans) is een roofdier uit Madagaskar. Het is een bewoner van de regenwouden van het eiland.

## Uiterlijk
De ringstaartmangoest heeft een lengte van 60–70 cm (kop-romp 32–38 cm; staart 28–32 cm) en een gewicht van 700-900 gram. het is een slank gebouwd dier met korte poten, een ronde kop en een korte, puntige snuit. De vacht van de ringstaartmangoest is grijsbruin tot kastanjebruin van kleur. Het gezicht, de ronde oren en het onderlichaam zijn lichtbruin, terwijl de voeten zwartgekleurd zijn. De ruige staart is geringd met afwisselend bruine en zwarte delen. De mannelijke dieren zijn in het bezit van anale geurklieren. Met de geurstoffen uit deze klieren is de ringstaartmangoest in staat zijn territorium af te bakenen, door de klieren tegen bomen, rotsen en takken te wrijven.

## Leefwijze
De ringstaartmangoest is vooral in de ochtend en de avond actief. Dit roofdier leeft solitair of in kleine groepen van hoogstens drie exemplaren. Veel tijd wordt doorgebracht op de bosbodem, hoewel de ringstaartmangoest ook een uitstekende en behendige klimmer is. Door zijn slanke uiterlijk is dit roofdier in staat snel door de ondergroei van de regenwouden rennen. Het is een opportunistische eter, die zich voedt met ongewervelde dieren, hagedissen, vogels, kleine zoogdieren, eieren en fruit. Zowel het zicht als het gehoor zijn uiterst belangrijk voor de ringstaartmangoest tijdens de jacht en prooidieren worden meestal bejaagd vanuit een hinderlaag. Na een draagtijd van 80-92 dagen wordt meestal één jong geboren. De ringstaartmangoest kan ongeveer 13 jaar oud worden.

## Dierentuinen
In Europa is de ringstaartmangoest onder andere te zien in de Zoologischer Garten Berlin, de Saarbrücker Zoo, Kölner Zoo en in Nederland in Dierenpark Zie-Zoo. In 2005 werd in de dierentuin van Berlijn een jong geboren, ook in de zoo van Keulen werd in 2018 een jong geboren. wat een zeldzaamheid is aangezien de ringstaartmangoest zich in gevangenschap moeilijk voortplant.